# Auguste Kreutzer

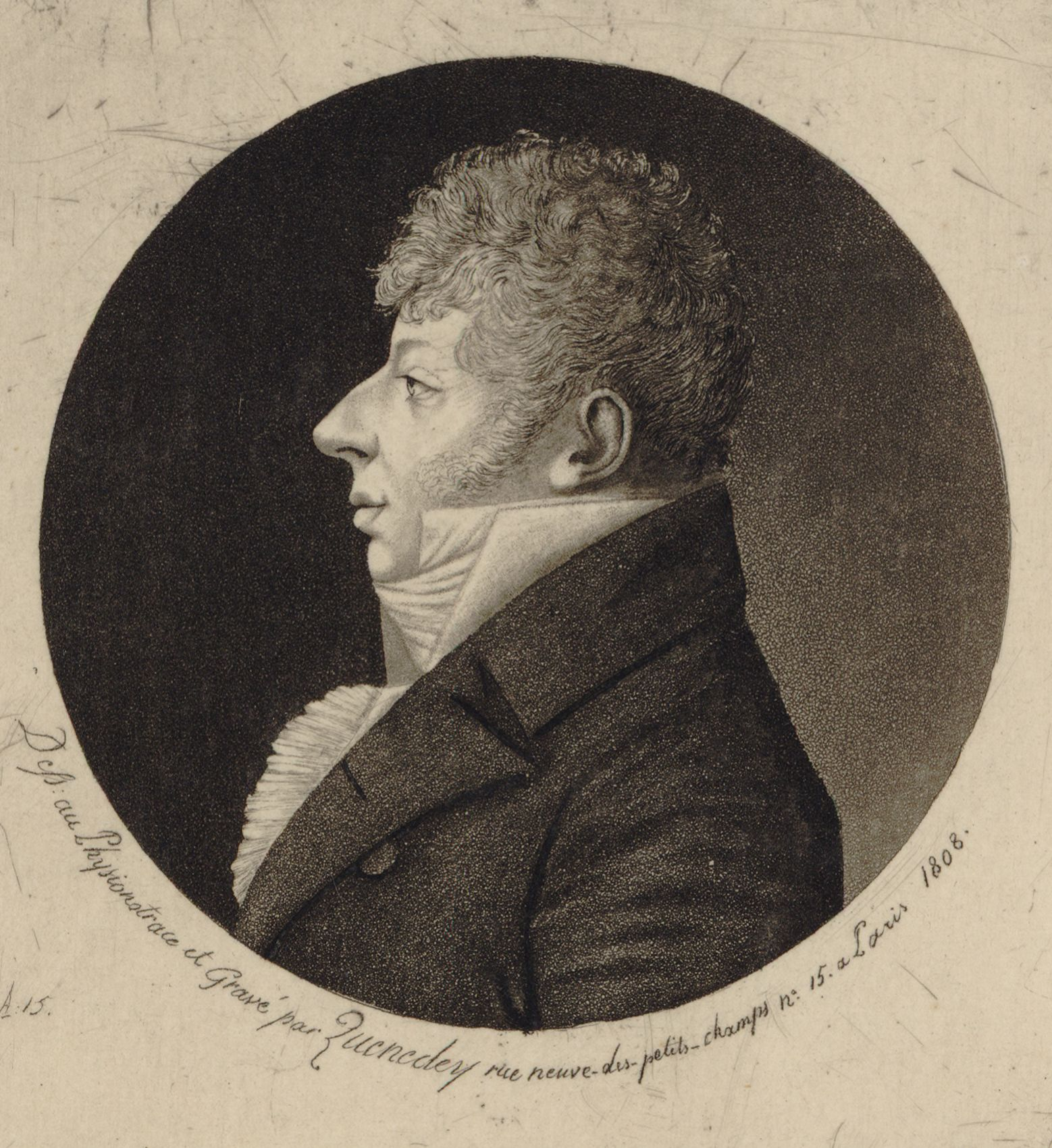
Auguste Kreutzer.

Jean Nicolas Auguste Kreutzer,  född den 3 september 1778 i Versailles, död den 31 augusti 1832 i Paris, var en fransk musiker. Han var bror till Rodolphe Kreutzer.
Kreutzer blev 1826 broderns efterträdare i tjänsten som professor i violinspelning vid Pariskonservatoriet. Han skrev violinkonserter, violinsoli och duetter med mera.